# Pacific Electric Railway
| Till vänster: Linjenätet.Till höger: Pacific Electric Railway Companys logotyp.  |  | Till vänster: Linjenätet.Till höger: Pacific Electric Railway Companys logotyp. |
| Till vänster: Linjenätet. Till höger: Pacific Electric Railway Companys logotyp. |  |                                                                                 |

Pacific Electric Railway Company, med smeknamnet Red Cars, var ett numera nedlagt nät av interurbanspårväg i och kring Los Angeles County i Kalifornien, USA. 
Spårvidden var normalspår (1435 mm) och Red Cars delade, med treskensspår, spårsträckor med den smalspåriga (1067 mm) stadsspårvägen Los Angeles Railway.

## Historik

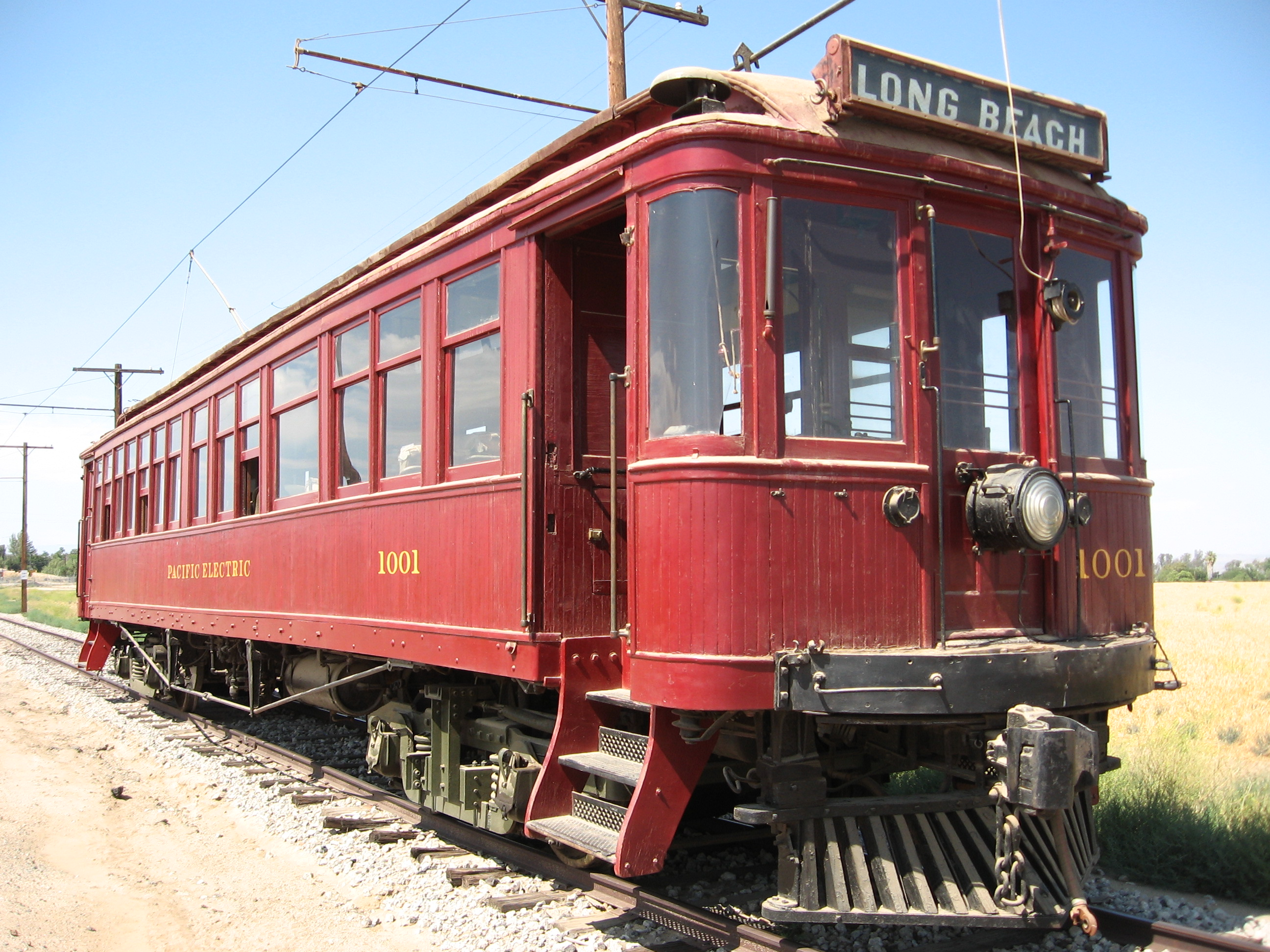
Pacific Electric 1001.

Efter andra världskriget började företagets banvallsmark säljas av för motorvägsbyggen som skulle tillgodose den ökande bilismen. Det har längre framförts som en vandringssägen eller konspirationsteori att biltillverkare gick samman för att bli av med spårvägsnätet. Den sista linjen, mellan centrala Los Angeles och Long Beach lades ned 1961.

## Populärkultur
- Nedläggningen av Pacific Electric Railway finns med som en del av handlingen i Vem satte dit Roger Rabbit.[1] Sedan 2012 finns en fungerande nedskalad linje i Disney California Adventure inspirerad av Red Cars.